# Pagarusha
Pagarusha (albanisch auch Pagarushë, serbisch Пагаруша Pagaruša) ist ein Dorf in der Gemeinde Malisheva im zentralen Kosovo. 
Bekannt ist der Ort für die hier geborene Sängerin und Schauspielerin Nexhmije Pagarusha (1933–2020).

## Geographie
Das Dorf liegt in hügeligem Gebiet etwa sieben Kilometer Luftlinie östlich von Rahovec und acht Kilometer südlich von Malisheva. Eine kleine asphaltierte Straße von Dragobil im Norden nach Dobërdelan und Mamusha im Süden führt durch das Dorf.
Die verschiedenen Ortsteile in der Hügellandschaft liegen zum Teil kilometerweit auseinander.

## Geschichte
Im  Kosovokrieg flohen, nachdem am 20. März 1999 die OSZE Kosovo verlassen hatte und sich daraufhin Übergriffe und Angriffe von Seiten serbischer Polizei verstärkt hatten, mehrere Tausend Bewohner der Dörfer um Suhareka nach Pagarusha, das zu diesem Zeitpunkt bereits von der UÇK gehalten wurde. Das serbische Militär nahm Pagarusha am 31. März, wenige Tage nach Beginn des NATO-Bombardements am 24. März, unter Beschuss, wobei zwei Frauen getötet wurden. Die Binnenvertriebenen wurden darauf von der UÇK nach Bellanica gebracht beziehungsweise geschickt, wo sich in der Folge eine fünfstellige Anzahl an Flüchtlingen aufhielt.

## Bevölkerung
Die Volkszählung aus dem Jahr 2011 ergab für Paragusha eine Einwohnerzahl von 1742 Personen, die alle Albaner sind.
| Zensus    | 1919 | 1948 | 1953 | 1961 | 1971 | 1981 | 1991 | 2011 |
| --------- | ---- | ---- | ---- | ---- | ---- | ---- | ---- | ---- |
| Einwohner | 516  | 793  | 810  | 940  | 1187 | 1374 | 1599 | 1742 |

## Sehenswürdigkeiten

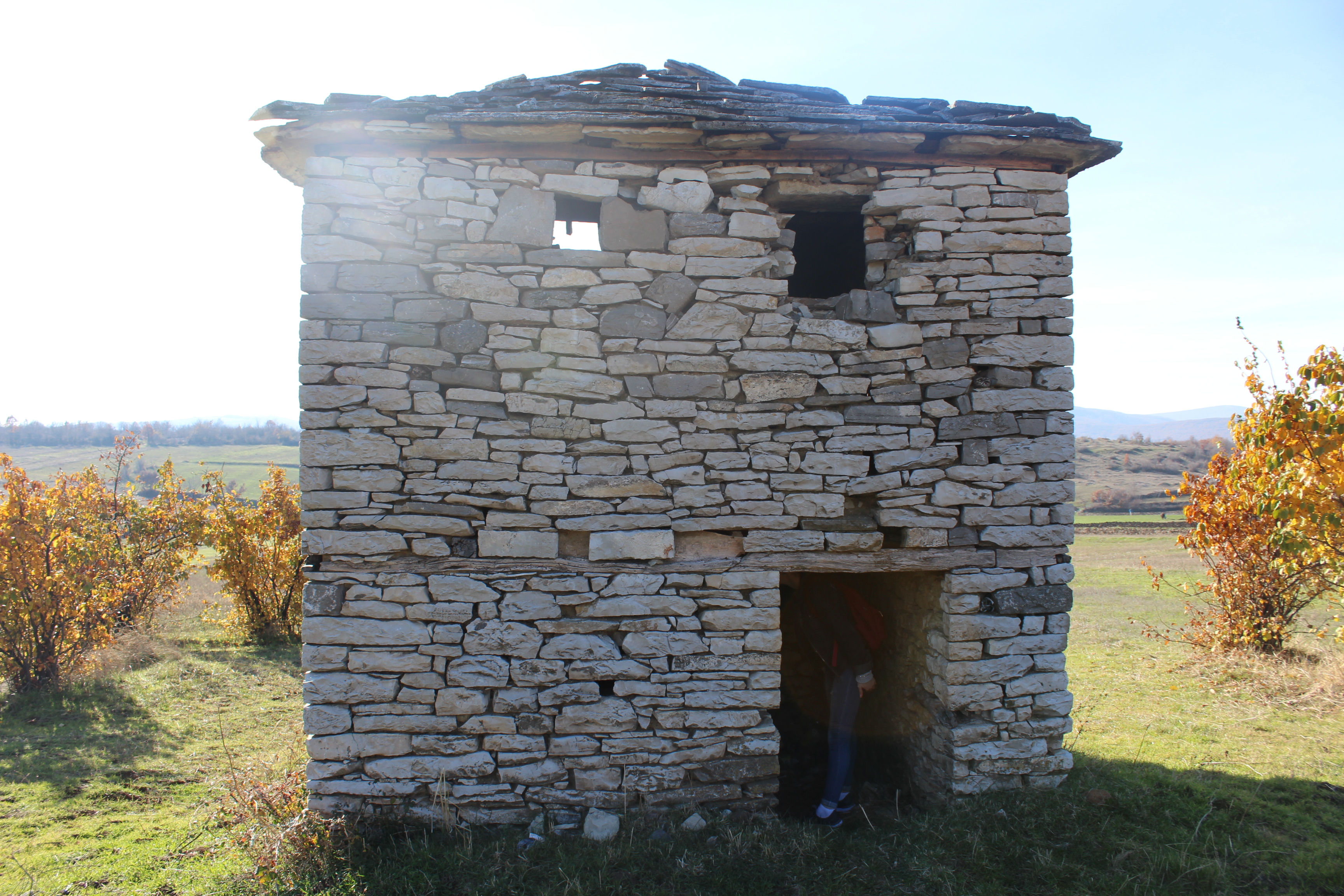
Altes verlassenes Haus in den Weinbergen bei Pagarusha

In Pagarusha befindet sich eine aus dem 19. Jahrhundert stammende Getreidemühle (Mulliri i Islam Zenelit, „Islam-Zeneli-Mühle“), die Kulturdenkmal der Republik Kosovo ist.